# Gryllacris vicosae
Gryllacris vicosae är en insektsart som beskrevs av Piza Jr. 1975. Gryllacris vicosae ingår i släktet Gryllacris och familjen Gryllacrididae. Inga underarter finns listade i Catalogue of Life.